# Giuseppe Tassinari
Giuseppe Tassinari (Perugia, 16 dicembre 1891 – Salò, 21 dicembre 1944) è stato un agronomo e politico italiano.

## Biografia
Grande studioso di agraria, Giuseppe Tassinari ottenne due lauree nel settore (1912 e 1919), intervallate dalla sua partecipazione alla prima guerra mondiale. Negli anni venti fu docente universitario di economia forestale all'Istituto Superiore Forestale Nazionale di Firenze e di economia e politica agraria all'Università degli Studi di Bologna, in cui divenne anche preside di facoltà.
Schieratosi a favore del fascismo, venne eletto deputato con il Partito Nazionale Fascista (PNF) nel 1929 e nel 1934. Nel 1933 divenne direttore del Regio Istituto Superiore Agrario di Bologna, mentre l'anno successivo, con la trasformazione dell'Istituto in facoltà, assunse la carica di preside, che manterrà fino al momento della sua scomparsa. Nel governo Mussolini Tassinari fu sottosegretario al Ministero dell'agricoltura e delle foreste dal 1935 al 1939 e titolare del dicastero dal 1939 fino al 1941, quando venne sostituito dall'altro celebre agronomo fascista Carlo Pareschi.
Si dedicò successivamente alla stesura del Manuale dell'agronomo (1941) e, l'anno seguente, ottenne una laurea honoris causa dall'Università di Berlino. Collaboratore del Corriere della Sera, dopo l'8 settembre 1943 si schierò con la Repubblica Sociale Italiana, dove però non rivestì ruoli di potere, dato che l'incarico di gestire il dicastero dell'agricoltura venne affidato ad Edoardo Moroni.
Heinrich Himmler e soprattutto Eugen Dollmann consideravano Tassinari addirittura come l'uomo adatto a guidare il governo della RSI, ma le titubanze che il gerarca umbro ebbe nel recarsi in Germania e la non buona impressione che suscitò a Hitler nel loro incontro del 13 settembre - unite, ovviamente, alla liberazione di Mussolini - fecero naufragare tale possibilità.
Si trasferì a Desenzano del Garda, ma morì a Salò poco prima del Natale 1944 a causa di un bombardamento alleato. 
Assai vasta è la produzione bibliografica di Tassinari, sia per l'alta considerazione di cui godeva sia per la rilevanza delle cariche pubbliche ricoperte durante il periodo fascista. Presso la biblioteca centralizzata della Facoltà di Agraria dove egli aveva lavorato si ritrovano le principali opere di Tassinari come studioso, oltre ad alcuni scritti dal contenuto più evidentemente politico.